# Bulbine esterhuyseniae
Bulbine esterhuyseniae là một loài thực vật có hoa trong họ Thích diệp thụ. Loài này được Baijnath miêu tả khoa học đầu tiên năm 1987.